# North West (musicienne)
 (septembre 2024).
 (août 2024).
La mise en forme du texte ne suit pas les recommandations de Wikipédia : il faut le « wikifier ».
Les points d'amélioration suivants sont les cas les plus fréquents :
- Les titres sont pré-formatés par le logiciel. Ils ne sont ni en capitales, ni en gras.
- Le texte ne doit pas être écrit en capitales (les noms de famille non plus), ni en gras, ni en italique, ni en « petit »…
- Le gras n'est utilisé que pour surligner le titre de l'article dans l'introduction, une seule fois.
- L'italique est rarement utilisé : mots en langue étrangère, titres d'œuvres, noms de bateaux, etc.
- Les citations ne sont pas en italique mais en corps de texte normal. Elles sont entourées par des guillemets français : « et ».
- Les listes à puces sont à éviter, des paragraphes rédigés étant largement préférés. Les tableaux sont à réserver à la présentation de données structurées (résultats, etc.).
- Les appels de note de bas de page (petits chiffres en exposant, introduits par l'outil «  Source ») sont à placer entre la fin de phrase et le point final[comme ça].
- Les liens internes (vers d'autres articles de Wikipédia) sont à choisir avec parcimonie. Créez des liens vers des articles approfondissant le sujet. Les termes génériques sans rapport avec le sujet sont à éviter, ainsi que les répétitions de liens vers un même terme.
- Les liens externes sont à placer uniquement dans une section « Liens externes », à la fin de l'article. Ces liens sont à choisir avec parcimonie suivant les règles définies. Si un lien sert de source à l'article, son insertion dans le texte est à faire par les notes de bas de page.
- La présentation des références doit suivre les conventions bibliographiques. Il est recommandé d'utiliser les modèles {{Ouvrage}}, {{Chapitre}}, {{Article}}, {{Lien web}} et/ou {{Bibliographie}}. Le mode d'édition visuel peut mettre en forme automatiquement les références.
- Insérer une infobox (cadre d'informations à droite) n'est pas obligatoire pour parachever la mise en page.

Pour une aide détaillée, merci de consulter Aide:Wikification.
Si vous pensez que ces points ont été résolus, vous pouvez retirer ce bandeau et améliorer la mise en forme d'un autre article.
North West, née le 15 juin 2013, est une chanteuse et actrice américaine.

## Vie et Carrière

### Famille et développement
North est née le 15 juin 2013, au Centre médical Cedars-Sinaï de Los Angeles. Ses parents biologiques sont les deux célébrités Kanye West, et Kim Kardashian. L'oncle et les tantes maternels de North sont Kourtney Kardashian, Khloé Kardashian, et Rob Kardashian, et ses demi-tantes maternelles sont Kendall et Kylie Jenner. Les parents de la jeune West se sont mariés en mai 2014, se sont séparés en 2021 à la suite de la campagne présidentielle ratée de son mari, et ont annoncé officiellement leur divorce en 2022. Durant cette période, North voit l'arrivée dans sa famille de deux petits frères, Saint et Psalm West et d'une petite sœur, Chicago West.
La date d'accouchement de Kim Kardashian pour North West était initialement prévue le 12 juillet 2013, soit le 64e anniversaire de Donda West, la mère de Kanye. Son accouchement précoce a obligé sa fille à passer du temps en couveuse. Elle a été baptisée North pour signifier "point culminant" par ses parents, bien que sa mère préférait le prénom Kaidence. Un article récent du Media Take Out précise d´ailleurs que son nom complet aurait dû être Kaidence Donda West. Cette information sur le nom de North est le résultat d´une fuite d´informations du TMZ ayant publié son certificat de naissance. En octobre 2014, Kim confie à GQ que son mari et elle ont choisi pour leur fille le nom "North" sur les recommandations de Pharrell Williams et Anna Wintour. Cependant, en janvier 2020, elle a utilisé une vidéo publiée sur la chaîne YouTube de Kylie pour déclarer que le nom "North" lui était venu à l'esprit après que Jay Leno l'a suggéré en plaisantant alors qu'elle participait à son talk-show.

### Apparitions médiatiques
En octobre 2014, CBS News décrit North comme l'une des deux enfants les plus célèbres du monde, derrière le prince George de Galles. West est baptisée à Jerusalem en avril 2015 durant un voyage au Moyen-Orient, et intègre l´école privée Sierra Canyon School, à l´image de Kendall and Kylie. En grandissant, North est impliquée dans les carrières respectives de ses parents; elle apparaît dans le clip vidéo de son père "Only One" en janvier 2015, tandis qu´en 2016, Kardashian utilise un épisode de l´émission de sa sœur Kocktails with Khloé pour noter qu´elle avait noyé un iPhone appartenant à son père, contenant des enregistrements de son album The Life of Pablo dans les toilettes, obligeant Kanye à réenregistrer tout le contenu ainsi perdu. Elle fait également de nombreuses apparitions dans le programme centré autour de sa famille L´Incroyable famille Kardashian.
À l´âge de 5 ans, elle apparaît sur la couverture du Women's Wear Daily. En mars 2023, Kim Kardashian appelle à plusieurs collaborations commerciales avec des marques au nom de North, et en septembre 2023, North, Saint et Kim double Mini, Meteor Max, et Delores dans un film Pat Patrouille. Le mois suivant, alors qu´elle accompagne sa mère dans plusieurs événements à Los Angeles et ailleurs, North accorde une interview au i-D, dans laquelle elle évoque surtout ses rêves et espoirs quant à son futur.

### Carrière musicale
En février 2024, Kanye West publie sur Youtube le clip de "Talking / Once Again", un morceau de ¥$, supergroupe de hip-hop composé de lui-même et de Ty Dolla Sign, dans lequel North est en featuring sur un couplet après avoir annoncé plus tôt dans le mois avoir contribué à l´album du groupe Vultures 1. La contribution de North est décrite par le NME comme un rare éclair de bon goût dans un album largement mysogine et volontairement provoquant. Dans le mois, la chanson atteint le classement de 30e au Billboard hot 100, et le performe en France à l´ Accor Arena. Elle annonce son premier album, Elementary School Dropout, le 10 mars lors d´un événement en Arizona centré sur le second album de ¥$ Vultures 2. Le titre est une référence à l'album The College Dropout de Kanye, sorti en 2004. Ensuite, en avril 2024, ¥$ publie une autre version clip de la musique co-réalisé et écrit par North contenant des scènes d´elle et Kanye en compagnie de personnes de son âge.
En mai 2024, est annoncé une performance de North au Hollywood Bowl à l´occasion du The Lion King 30th Anniversary – A Live-to-Film Concert Event plus tard dans le mois. Pour sa performance de "I Just Can't Wait to Be King", la fille de Kanye West est habillée  avec la marque ERL Clothing, avec notamment un sweat à capuche furry jaune. Sa performance est louée par Jason Weaver, artiste ayant chanté pour le film Young Simba tandis que pour certaines personnalités sur les réseaux sociaux, North a été choisi pour participer à l´événement non pas grâce à son talent mais plutôt grâce à la célébrité de ses parents.
En août 2024, North West et sa sœur Chicago apparaissent en featuring sur le moreceau "Bomb" issu du second album de ¥$ Vultures 2, sur lequel North rappe en Japonais. Le 23 août 2024, North participe à l´instar de Chicago à une Listening Party de ¥$ tenue dans le Goyang Stadium en Corée du Sud. Cet événement est diffusé en direct sur la chaîne YouTube de Kanye West, avec notamment une 2e version de BOMB contenant un featuring supplémentaire avec le rappeur Yuno Miles.

### Autres
En 2023, elle double le personnage de Mini dans le film, La Pat' Patrouille : La Super Patrouille, le film aux côtés de sa mère Kim et de son frère Saint.